# Jacqueline Lamba
Jacqueline Lamba foi uma pintora e artista surrealista francesa. Ela foi casada com o surrealista André Breton.
Jacqueline ficou onhecida não apenas por seu trabalho pictórico, mas também por sua influência na obra de seu marido, André Breton. Embora seu nome seja frequentemente lembrado devido ao relacionamento com Breton, Lamba construiu uma carreira artística significativa, utilizando seu trabalho para explorar temas relacionados ao inconsciente, aos sonhos e às emoções profundas. Sua obra e trajetória exemplificam tanto as possibilidades quanto os desafios enfrentados pelas mulheres dentro do surrealismo.

## Primeiros Anos e Formação
Jacqueline Lamba nasceu em Saint-Mandé, na França, e desde cedo mostrou interesse pelas artes visuais, estudando na École nationale supérieure des arts décoratifs de Paris. Nos anos 1930, em meio à efervescência cultural e política da época, Lamba começou a frequentar os círculos surrealistas, onde seu trabalho chamou a atenção por sua abordagem intimista e expressiva. Ela tinha uma afinidade especial pela água como tema, provavelmente influenciada por sua infância passada perto do rio, e isso se refletiria ao longo de sua obra em temas como fluidez, reflexão e transformação.